# والک مارپیچ
والک مارپیچ (نام علمی: Allium helicophyllum) نام یکی از گونه‌های سردهٔ والک است. ارتفاع گیاه به ۲۰ سانتیمتر می‌رسد. این گونه به سادگی و حتی قبل از گل دادن بوسیلهٔ برگ‌های پیچ‌خورده و مارپیچ خود که ۲ تا ۵ میلی‌متر عرض دارند، قابل شناسایی‌است. قطعات باریک گلپوش این گونه در حدود ۵ میلی‌متر طول داشته و در زمان میوه‌دهی ساقهٔ گل آن خیلی ضخیم شده و دمگل‌های آن نیز خیلی بلندتر می‌گردد. این گونه به صورت نادر در استپ‌های خشک از قسمت‌های شرقی البرز تا خراسان و از ارتفاع ۱۲۰۰ تا ۲۰۰۰ متر یافت می‌شود. زمان گلدهی در اردیبهشت است.